# 楊守仁 (嘉靖進士)
楊守仁（1535年—1621年），字嘉復，號蓉江，福建漳州府漳浦縣人，明朝政治人物。

## 生平
嘉靖三十七年（1558年）戊午科福建鄉試第七十三名，嘉靖四十四年（1565年）乙丑科進士。户部观政，本年八月授广东东莞知县。隆慶二年（1568年）六月升刑部主事，万历元年（1573年）三月升员外，二年八月升刑部江西司郎中，十月出爲江西建昌府知府，五年正月调浙江严州府知府。十年七月以馳驿违例，降六级为永州府推官，十一年十月升南昌府同知，十三年六月升太平府知府，十四年四月丁忧。十七年五月復除黄州知府，二十年七月升广东海道副使，二十四年养病。后以次子楊一葵贵，封贵州按察使。卒于天启元年辛酉六月二十四日午时，享年八十七。

## 家族
曾祖父楊正章；祖父楊廷選；父楊國岐，封主事贈知府；母黃氏，封恭人。长子楊一蘭，授文华殿中书。娶刘氏。次子楊一葵，壬辰进士，官云南右布政使。娶林氏，勅封孺人，加封恭人……淑人。